# Turmhügelburg Autengrün
Die Turmhügelburg Autengrün ist eine abgegangene Turmhügelburg (Motte) in Autengrün im Landkreis Hof (Bayern).
Von der Motte ist noch eine von einem runden Wassergraben umgebene kleine vierseitige Insel mit Baumbewuchs sichtbar. Der Wassergraben hat im Osten einen Außenwall. Die Motte liegt an einer Straßenkreuzung am Ortseingang von Oberkotzau an der Abzweigung zum Wendler hinter einem Bauernhof. Der Burgstall ist ein Bodendenkmal.
Die Turmhügelburg zählte zum Besitz der Familie von Kotzau. Die Familie erhielt den Ort 1402 vom Nürnberger Burggrafen Friedrich als Reichslehen. 1414 war der Ort, der 1390 drei Höfe hatte, eine Wüstung. Der Turmhügel und der angrenzende Gutshof bildeten ein Vorwerk. 1609 fiel die Turmhügelburg einem Brand zum Opfer. 1666 wurde  aus den Steinen der Ruine in Oberkotzau ein Kornhaus gebaut. Grundmauern vor Ort waren noch 1780 zu sehen.